# Centrale thermique de Scholven
La centrale thermique de Scholven est une centrale thermique située dans le district de Scholven, dans la ville de Gelsenkirchen en Rhénanie-du-Nord-Westphalie, au nord-est de l'Allemagne.
Cette centrale gérée par GmbH est destinée à fermer, mais a encore une puissance électrique installée de 760 MW (depuis la mise hors-service des sections  D à F en décembre 2014). Deux sections supplémentaires étaient autrefois alimentées par du fioul (jusqu’à leur déclassement en 2001 et 2003, la puissance totale de la centrale était alors de 3 406 MW, soit  la plus puissante de toutes les centrales allemandes après celle de Boxberg. Elle était même l'une des plus puissantes d'Europe. Les centrales allemandes ont produit 4,1 millions de tonnes de CO2 en 2016, elles sont pour cette raison destinées à progressivement fermer avant 2050 voire plus tôt.
Les blocs B et C de la centrale fournissent aussi de la  vapeur industrielle (à des entreprises chimiques voisines) et alimentent un réseau de chaleur urbain dans plusieurs villes proches.
À l'avenir, cette centrale au charbon devrait être convertie au gaz naturel, avec cogénération.